# Cueva de los Tesoros
La Cueva de los Tesoros (Siríaco Me`ârath Gazzê, árabe Maghârat al-Kanûz, etíope Ba`âta Mazâgebet), a veces referido simplemente como El tesoro, es una obra apócrifa y pseudoepigráfica, que contiene varias narraciones relacionadas con la Biblia cristiana. Fue escrita en la lengua siríaca, aproximadamente a finales del siglo VI, o a principios del  VII. Su autoría se atribuye tradicionalmente a Efrén de Siria (m. 373), pero los análisis académicos modernos han demostrado que el verdadero autor fue alguna otra persona, que también vivió en el norte de Mesopotamia, pero mucho más tarde (c. 600).

## Origen
Este texto se atribuye a Efrén de Siria, que nació en Nisibis poco después del año 306 d. C. y murió en el 373, pero ahora se cree generalmente que su forma actual es del siglo VI o más reciente.
La afirmación de que la Cueva de los Tesoros fue escrita en el siglo IV se apoya en el contenido general de la obra. En ella se reproducen los peculiares métodos de exégesis de Efrén y se ofrecen muchos ejemplos de sus métodos de argumentación religiosa, con los que estamos familiarizados por sus otros escritos. Su orgullo por la antigüedad de la lengua siríaca también aparece en esta obra. No hay duda de que fue escrita en Mesopotamia por un sirio, y si Efrén no fue el autor original, el autor pertenecía a la escuela de Efrén.
La obra cristiana más antigua sobre la historia del trato de Dios con el hombre desde Adán hasta Cristo es probablemente el anónimo Conflicto de Adán y Eva con Satanás, que, en su forma original, es del siglo V o VI d. C. El escritor de la Cueva de los Tesoros tomó prestado en gran medida el Conflicto de Adán y Eva, o compartió una fuente común con él.

## Historia
La Cueva de los Tesoros fue presentada al mundo por Giuseppe Simone Assemani, autor de los Catálogos de Manuscritos Orientales de la Biblioteca Vaticana, que imprimió en la Bibliotheca Orientalis en cuatro gruesos volúmenes folio. En el vol. ii. página 498 describe un manuscrito sirio que contiene una serie de obras apócrifas, y entre ellas hay una cuyo título traduce como Spelunca Thesaurorum. Ve que el manuscrito contiene la historia de 5.500 años, desde la creación de Adán hasta el nacimiento de Cristo, y que se basa en las Escrituras. Dice que en él se encuentran fábulas por todas partes, especialmente en lo que se refiere a los antediluvianos Patriarcas, y la genealogía de Cristo y su Madre. Menciona que el Patriarca Eutiquio también describe una cueva de tesoros en la que se guardaba oro, incienso y mirra, y se refiere a las "portentosa feminarum nomina", mujeres de la ascendencia de Jesús. No se intentó publicar el texto en Siríaco; de hecho, se le prestó poca atención hasta que August Dillmann comenzó a estudiar el Conflicto de Adán y Eva en relación con él, y entonces demostró en los Jahrbüchern de Ewald (Bd. V. 1853) que los contenidos de secciones enteras del Libro de la Cueva de los Tesoros en siríaco y el Conflicto de Adán y Eva en etíope eran idénticos. Y poco después, Dillmann y otros observaron que un Manuscrito árabe en el Vaticano (núm. XXXIX; véase Assemânî, Bibl. Orient. i. página 281) contenía una versión de la Cueva de los Tesoros, que había sido claramente realizada a partir del siríaco. En 1883 Carl Bezold publicó una traducción del texto siríaco de la Cueva de los Tesoros hecha a partir de tres manuscritos (Die Schatzhöhle, Leipzig, 1883), y cinco años más tarde publicó el texto siríaco de la misma, acompañado del texto de la versión árabe.
Algunos pasajes de la Cueva de los Tesoros se encuentran también en el Cóptico Enconium de María Magdalena de Pseudo-Cyril.
De la historia posterior de la Cueva de los Tesoros siria se sabe poco. El conocimiento de partes de la misma se abrió paso en Armenia poco después de que se escribiera el libro, y se hizo más de una traducción del mismo al árabe, probablemente en los siglos VII y VIII. En relación con las traducciones al árabe, todas terminan con el relato de las crueldades perpetradas por Arquelao y Sâlûm tras la muerte de Herodes. (Véase el texto de Bezold, página 247.) El último párrafo del texto árabe menciona a los doce Apóstoles que iban con Cristo, y se refiere a su bautismo por Juan el Bautista, y dice que vivió en la tierra treinta y tres años, y que luego ascendió al cielo. Así, las últimas veintiséis páginas del texto sirio no tienen equivalente en la versión árabe. Lo mismo ocurre con el texto etíope "El conflicto de Adán y Eva". La sección del siríaco para la que no hay traducción en árabe o etíope contiene una serie de declaraciones dirigidas al "hermano Nemesio" del autor. Es posible, aunque poco probable, que hayan sido añadidas a la obra por un escritor posterior. Como no tratan de cuestiones de genealogía y se refieren casi exclusivamente a la vida y la crucifixión de Jesucristo, probablemente no interesaron al traductor árabe y las dejó sin traducir, a menos que se hayan perdido partes de la traducción árabe original.
Que la Cueva de los Tesoros siríaca era conocida y utilizada por Salomón, obispo de Perâth Maishân (Al-Basrah) en 1222, lo demuestran los primeros capítulos de su obra el Libro de la Abeja. Extrajo de él muchas de las leyendas de los primeros Patriarcas, aunque su objetivo no era escribir una tabla de sucesión genealógica, sino una historia completa de la Dispensación Cristiana según los puntos de vista de los  Nestorianos. El mejor manuscrito de la Cueva de los Tesoros que poseemos de los nestorianos, en la Biblioteca Británica, Add MS 25875, fue escrito por un escriba nestoriano en el pueblo nestoriano de Alkôsh, y fue encuadernado por él en un volumen que incluía una copia del Libro de la Abeja, cuyo autor, Salomón, era el obispo nestoriano de Al-Basrah a principios del siglo XIII.

## Contenido
El autor de la Cueva de los Tesoros llamó a su obra "Libro del orden de la sucesión de las Generaciones (o Familias)", siendo las Familias las de los Patriarcas y Reyes de Israel y Judá; y su objeto principal era mostrar cómo descendía Cristo de Adán. No aceptó las tablas genealógicas que se usaban comúnmente entre sus conciudadanos indoctos, porque estaba convencido de que todas las antiguas tablas de genealogías que los judíos habían poseído fueron destruidas por el fuego por el capitán del ejército de  Nabucodonosor inmediatamente después de la toma de Jerusalén por los babilonios. Los judíos construyeron rápidamente nuevas tablas de genealogías, que tanto los cristianos como los árabes consideraron ficticias. Los árabes estaban tan interesados en el asunto como los cristianos, ya que descendían de Abraham, y la genealogía de los descendientes de Agar e Ismael era de la mayor importancia para ellos, y es debido a su ferviente deseo de poseer tablas genealógicas correctas de sus antepasados que debemos las traducciones al árabe de la Cueva de los Tesoros. Los nubios y los egipcios también se interesaban por estas cuestiones, ya que los primeros eran los descendientes legendarios de Kûsh, y los segundos los de Mizraim, y Ham era el gran antepasado de estas dos naciones.  Está claro que los sirios, árabes, egipcios y etíopes medievales consideraban la Cueva de los Tesoros como una obra autorizada sobre sus respectivos pedigríes.
En el título Cueva de los Tesoros que se daba al "Libro del orden de la sucesión de las Generaciones" hay probablemente una doble alusión, a saber, al Libro como almacén de tesoros literarios, y a la legendariamente famosa cueva en la que Adán y Eva fueron hechos morar por Dios tras su expulsión del Paraíso, de la que se decía que contenía oro, incienso y mirra, por lo que se llamaba comúnmente "La Cueva de los Tesoros".
La Cueva de los Tesoros siríaca nos dice muy poco sobre los supuestos atritos físicos de la cueva, que se dice estaba situada en la ladera de una montaña debajo del Paraíso, y nada sobre el modo de vida de Adán y Eva allí. Pero en el "Libro de Adán y Eva", toda la primera sección principal está dedicada a los detalles de la cueva física.